# Tony Seval
Felipe Antonio Sepúlveda Caraballo (La Romana, 5 de febrero de 1954 - Santo Domingo, 24 de octubre de 1985) más conocido como Tony Seval, fue un cantante, músico y compositor dominicano de los años 80s, siendo uno de sus temas más conocido El Muerto, nombre de su única producción musical. 

## Biografía
Felipe Sepulveda nació en La Romana el 5 de febrero de 1954, siendo hijo de Yolanda Sepulveda y Eligio Caraballo. Siendo un  adolescente se trasladó a Santo Domingo donde cultivó su gran anhelo por la música popular. Kuky, como era conocido en el ámbito de la música, se ganó el cariño y respeto del conglomerado de músicos en las salas de concierto de Santo Domingo, siendo influenciado por la Fania All-Stars donde pasó a formar parte de la Orquesta de Juan Luis y sus mulatos y después con Aníbal Bravo, Blas Duran y Bobby Rafael en la Típica Dominicana donde Tony era el conguero.
Tony era visto por las calles del barrio Villas Agrícolas entre 1975-1976 con su conga al hombro, de la cual era un experto ejecutor. A finales de 1978, grabó para el sello de la Radio Guarachita de Radhamés Aracena, con su orquesta “Kuky Sabor y Son” con una producción donde debutó como cantante, líder y fundador de su primer proyecto artístico popularizando el tema “La Dura”. Con el auge del merengue en el año de 1982, participó como músico percusionista y otras veces como promotor y contratista de orquestas de renombre de la época.  
Al principio de 1984, Tony respaldado por los  propietarios de la firma disquera Disco Mundo, forma su orquesta musical “Tony Seval y los gitanos”, con un disco de larga duración con 10 cortes, la mayoría de su autoría, dando vida a su proyecto musical.
Su carisma, talento y simpatía, convirtieron a Tony Seval en uno de los artistas favoritos del público con temas como: “Zayda”, “Pa Bochincha”, “Gracias” “Ton din don”, “Dame un chance”, “La Maleta”, “Me está Provocando” y otros,  completando la producción “El Muerto”, que se convirtió en una obra para coleccionistas y llegó a los primeros lugares en las radios del país, mientras Tony y su orquesta eran solicitados en todas las plazas y eventos nocturnos del país.

## Apresamiento
El 22 de octubre de 1985, Tony Seval fue apresado y llevado al destacamento policial del barrio  Villa Francisca en Santo Domingo, desde donde luego fue enviado al palacio de la Policía Nacional, bajo supuesta acusación de tráfico de drogas.
Según informes, recibió muchas humillaciones, por lo que se realizó una denuncia pública de su arresto ilegal, llamando la atención al  productor de televisión Yaqui Núñez del Risco y el periodista Luis Eduardo Lora Iglesias (Huchi), quienes trabajaban para el Show del Mediodía, donde su orquesta se presentaba todos los miércoles. Impotente y solitario, Tony Seval recibió la visita solo de su esposa Josefina Camarena, Marcos Cabrera y dos de sus músicos.

## Muerte
La muerte de Tony Seval fue el 24 de octubre de 1985, dónde se dijo que fue golpeado por algunos reclusos de la penitenciaría donde se encontraba detenido, en la llamada celda de los choferes.
Los informes preliminares de la Policía Nacional, informaron que Tony había tenido un enfrentamiento con hechos de violencia, en el cual recibió múltiples heridas de arma blanca en todo el cuerpo, que le provocaron la muerte. Otras versiones menos creídas, aseguraban que Tony se rebeló contra la custodia carcelaria, destruyendo la tapa de un inodoro para atacar a su adversario. Otra versión dice que en la misma celda en donde se encontraba, entraron otros reclusos que lo golpearan y que luego fue llevado herido al Hospital Central de las Fuerzas Armada donde supuestamente se rebeló e intentó agredir a un soldado.

El periodista Huchy Lora realizó un informe en donde dice que Tony tenía heridas en las plantas de los píes, dando señales de que había sido asesinado.

## Reacciones
Dadas las circunstancias de este hecho y su popularidad, la población, de manera simultánea y durante varios días, protestó en las calles en señal de repudio, con el encendido de velas y velones a lo largo de todas las avenidas. La Policía Nacional salió a las calles apresar personas por prenderr velas. Esta reacción de los dominicanos, llamó de inmediato la atención y provocó la intervención del entonces presidente de la república, Salvador Jorge Blanco, y del entonces Secretario General de las Fuerzas Armadas, mayor general Manuel Antonio Cuervo Gómez, quienes en una alocución televisiva para todo el país, dieron un mensaje en torno al suceso.

## Motivos de su muerte
Debido a los hechos relacionados con la muerte de Tony Seval, su esposa, Josefina Camarena, comentó que Tony se había presentado en la residencia del mayor general Manuel Antonio Cuervo Gómez, para buscar una mujer que se alegó que era su amante y también hija de una señora que trabajaba en dicha residencia, y que en su permanencia en el lugar, fue testigo del desmontaje de equipajes de un furgón, lo que motivó su apresamiento y asesinato.
Por otro lado, su madre, Yolanda Sepulveda, supuestamente manifestó que la muerte de Tony no tuvo que ver con personas ligadas al mundo militar por motivo pasional, sino más bien con una profesora de vocación, con quien mantenía una relación extramarital, quien le servía de seguridad en sus presentaciones.
Estas declaraciones de Yolanda fueron sustentadas bajo el alegato de que la nombrada profesora, estando en el Hospital Central de las Fuerzas Armadas, se pronunció diciendo que la muerte de Tony le había sobrevenido por haberla abandonado, pero, según declaraciones de la misma, tenían dos años separados.

## Legado
Actualmente, sus discos siguen siendo populares en la población dominicana, siendo considerado uno de los artistas más carismáticos de la historia y que pudo haber competido junto a otros artistas de la época como los Hermanos Rosario.
Todos los años el día del aniversario de su muerte en el sector de Villa Francisca se realiza un encendido de velas en su memoria. Su muerte sigue siendo un misterio el cual sigue sin esclarecimiento, quedando en total impunidad legal.

## Discografía
Kuki & Su Orquesta Sabor y Son  (1982) 
- La Dura
- La Parranda E Pa´ Amanecer
- Ay Que Malas Son
- Orfelina
- El Bichán
- Cortaron a La Elena
- Ami Tu No Me Interesa
- Lindo Yambú
- La Picazón
- Bésame Morenita

 Tony Seval y los Gitanos, El Muerto (1984) 
- Pa' Bochinchar
- Dame Un Chance
- Que Vuelvas Pa' Que
- Yo Digo Que No
- El Muerto
- Zaida
- Me Estás Provocando
- Gracias
- Solo Quiero